# Baélls
Baélls es un municipio y población de España, perteneciente a la Comarca de la Litera, al este de la provincia de Huesca, comunidad autónoma de Aragón, a 109 km de Huesca. Tiene un área de 39,82 km² con una población de 124 habitantes (INE 2008) y una densidad de 3,11 hab/km². El código postal es 22569.

## Geografía
Situado en el somontano pirenaico, junto al barranco de Requé, afluente del Noguera Ribagorzana.
Limita con Benabarre al norte, con Estopiñán al nordeste, con Camporrells al este, con Castillonroy al sudeste, con Albelda al sur, con Alcampell al suroeste y con Peralta de Calasanz al oeste.
Actualmente, lo que se conoce como municipio de Baélls comprende los siguientes núcleos:
- Baélls.
- Nachá.
- Zurita.

## Historia
En 1610, Baells todavía conservaba el nombre de Bays, que es el que aparece en la descripción de Labaña, de esa misma época. Tuvo un importante palacio fortificado, situado en el mismo centro del casco urbano, que aún se conserva, aunque modificado.

## Administración y política
| Período   | Alcalde                  | Partido |  |
| --------- | ------------------------ | ------- |  |
| 1979-1983 | Alfredo Siso Doz         | Ind.    |  |
| 1983-1987 |                          |         |  |
| 1987-1991 |                          |         |  |
| 1991-1995 |                          |         |  |
| 1995-1999 |                          |         |  |
| 1999-2003 | José Antonio Sisó Doz    | PAR     |  |
| 2003-2007 | Antonio Solano Salas     | PAR     |  |
| 2007-2011 | Antonio Solano Salas     | PAR     |  |
| 2011-2015 | Antonio Solano Salas     | PAR     |  |
| 2015-2019 | Antonio Solano Salas     | PAR     |  |
| 2019-2023 | Antonio Solano Salas     | PAR     |  |
| 2023      | Carlos Pablo Callén Sisó | PAR     |  |

| Partido político    | Partido político                                   | 2003   | 2007   | 2011   | 2015   |
| Partido político    | Partido político                                   | Ediles | Ediles | Ediles | Ediles |
|                     | Partido Aragonés (PAR)                             | 2      | 4      | 4      | 4      |
|                     | Partido de los Socialistas de Aragón (PSOE-Aragón) | 1      | 1      | 1      | 1      |
|                     | Partido Popular de Aragón (PP)                     | 2      | 0      | 0      | 0      |
|                     | Chunta Aragonesista (CHA)                          | —      | 0      | —      | —      |
| Total de concejales | Total de concejales                                | 5      | 5      | 5      | 5      |

## Demografía
Baélls cuenta con una población de 90 habitantes (INE 2024).
| Gráfica de evolución demográfica de Baélls entre 1842 y 2021 |
| |
| Población de derecho según los censos de población del INE Población de hecho según los censos de población del INEEntre el censo de 1857 y el anterior, crece el término del municipio porque incorpora a Nacha y Zurita |

## Economía

### Evolución de la deuda viva municipal
| Gráfica de evolución de Deuda viva del Ayuntamiento de Baélls entre 2008 y 2019                                |
| |
| Deuda viva del Ayuntamiento de Baélls en miles de Euros según datos del Ministerio de Hacienda y Ad. Públicas. |

## Cultura

### Patrimonio

#### Monumentos religiosos
- Iglesia parroquial Nuestra Señora Asunta, barroca, siglo XVII, decoración interior de yeserías y la torre con tres cuerpos realizada en ladrillo.
- Ermita de Santo Toribio de Liébana del siglo XVIII.
- Iglesia de San Nicolás, en Nachá, románica del siglo XII.
- Iglesia parroquial de San Pedro, en Zurita, barroca, siglos XVII y XVIII.
- Ermita de San Urbano, en Zurita, de mampostería, siglo XVIII.
- Monasterio de Jesús del Huerto de Getsemaní, en Zurita, también llamado Convento o Quinta de Getsemaní (en ruinas).

#### Monumentos civiles
- Fuerte-Castillo-Palacio, románico-gótico-solana aragonesa, siglos XI-XVI. Declarado Bien de Interés Cultural en 2006.[10]

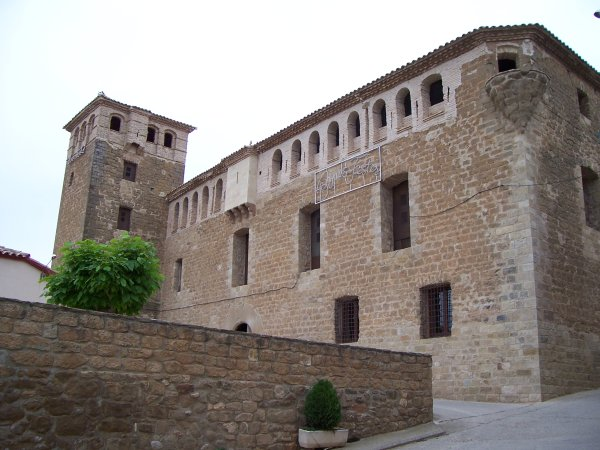
Fuerte-castillo-palacio de Baells

- Casa consistorial, arquitectura civil, siglo XVI-XX.
- Castillo de Zurita. Declarado Bien de Interés Cultural en 2006.

### Fiestas
En Baélls
- Santo Toribio de Liébana, 16 de abril
- Asunción de la Virgen, 15 de agosto.

En Nachá
- San Salvador, 6 de agosto.
- San Nicolás, 6 de diciembre.

En Zurita
- San Urbano, 25 de mayo

## Personas destacadas
- José Ramírez de Arellano (escultor). Creó el grupo escultórico de la Santa Capilla de la Virgen del Pilar, en la basílica del Nuestra Señora del Pilar de Zaragoza.